# Camilla Høiby
Camilla Høiby (født 1958), også kendt som Camilla Cool, var en central person i det tidligste danske punkmiljø og bliver normalt betragtet som Danmarks første punker.
Efter at have været au pair i England, kom Camilla Høiby den 1. juli 1977 til Danmark som full-blown punker med blåt hår og sikkerhedsnåle stukket gennem huden. Vel at mærke før den legendariske Sex Pistols koncert på diskoteket Daddy's Dance Hall i København fandt sted den 13. og 14. juli 1977. En koncert der under fire måneder senere førte til dannelsen af Danmarks første punkband Sods (senere kendt som Sort Sol), der debuterede den 24. november 1977 på Rødovre Statsskole. Og før Sex Pistols udgav deres indflydelsesrige debutalbum "Never Mind The Bollocks" den 27. oktober 1977.
Camilla Høiby blev under sit au pair-ophold i England interviewet, om der fandtes nogle danske punkbands, hvorpå hun svarede "Ja, vi har et punkband, der hedder Sods". Dette var imidlertid ikke sandt, da der endnu ikke var nogle punkbands i Danmark.
Efter hun var kommet hjem fra au pair-opholdet i England blev hun kæreste med forsanger Steen Jørgensen, der netop havde startet et punkband sammen med vennen Peter Peter, samt Knud Odde og Tomas Ortved som de bl.a. havde mødt til Sex Pistols koncerten på "Daddy's". Bandet havde endnu ikke fundet på noget navn, så det lå lige for at kalde bandet "Sods", og på den måde kom Camilla Høiby, udover at være danmarks første punker, også til at navngive danmarks første punkband.
I 1978 overtog Camilla Høiby sammen med Jesper Reisinger fra punkbandet No Knox, Sods-fanzinet "The Latest Crap From The Sods", der tidligere var skrevet alene af Peter Peter fra Sods. Bladet blev transformeret til det bredere og i dag musikhistorisk væsentligt dansk punk-fanzine "Iklipsx", der beskrev og anmeldte samtlige helt tidlige danske punkbands, som bl.a. Sods, Brats, No Knox, Elektrochok, Bollocks og Prügelknaben.
Efter sidste nummer af Iklipsx blev sendt på gaden i 1980, blev Camilla Høiby i 1981 musikredaktør på kulturtidsskriftet "Sidegaden". Senere var hun bl.a. involveret i "Bagtropper" og forskellige bands.
Camilla Høiby skrev teksterne til Sods-numrene "Police" og "Military Madness" på bandets debutalbum "Minutes To Go" fra 1979. "Military Madness" var også B-side på Sods' første udgivelse, singlen "Television Sect", fra 1979.
I 1985 medvirkede hun ved tilblivelsen af opslagsværket Dansk Rock - fra pigtråd til punk.
Camilla Høibys betydning for punkmiljøet er beskrevet i Jan Poulsens bog "Something rotten" (2010). Hendes betydning for den samtidige Michael Strunge, som hun var meget kritisk overfor, er beskrevet andetsteds.